# Orbiliaceae
Orbiliomycetes é uma classe de fungos de Ascomycota. Inclui uma única ordem Orbiliales a qual contém uma única família Orbiliaceae.